# عملية كربلاء 10
عملية كربلاء 10(بالفارسية: عملیات کربلای 10) وهي عملية هجومية إيرانية قامت بها وحدات من قوات الحرس الثوري الإيراني وبمشاركة فعالة كذلك من حزب الاتحاد الوطني الكردستاني خلال الحرب العراقية الإيرانية. بلغ تعداد القوات الإيرانية المشاركة في هذه العملية 50 كتيبة مشاة و 3 الوية مستقلة بدعم واسناد من 6 كتائب مدفعية وبمشاركة حوالي 4000 عنصر من قوات البشمركة التابعة لحزب الاتحاد الوطني الكردستاني وبلغ تعداد القوات العراقية حوالي 27 كتيبة مشاة،10 كتائب قوات خاصة، كتيبتين مدفعيتين وكتيبة الية. كان محور العمليات من الجانب الإيراني هو قاطع بانه-سردشت. استطاعت القوات الإيرانية خلال هذه المعركة من السيطرة على مساحة 250 كم مربع من داخل الأراضي العراقية في محافظة السليمانية.